# Earn to Die 2
Earn to Die 2 est un jeu vidéo de course développé par Toffee Games et édité par Not Doppler sorti le 20 novembre 2014 sur Android et iOS et le 5 mai 2016 sur Steam pour Windows et Mac OS. Le joueur peut y conduire différents véhicules qu'il peut personnaliser, au moyen de monnaie virtuelle, afin de permettre au personnage de se rendre à la base militaire Exodus et d'être évacué du continent américain infecté par des zombies.
Avant la sortie du jeu sur mobile et Windows, il existait, comme plusieurs autres opus Earn to Die, sous forme de jeu par navigateur (ou jeu Flash) sur différents sites comme Wapdam, Mob.org, etc.

## Système de jeu
Earn to Die 2 débute dans le désert exploré dans le premier opus et plonge le joueur dans les profondeurs de villes envahies par les zombies. Le joueur peut y améliorer son véhicule afin de progresser parmi les zombies et les différents obstacles pouvant le ralentir.
Un niveau (correspondant à une ville) est composé de 3 étapes, les deux premières sont des stations-services (qui permettent au joueur de repartir de la dernière que le joueur peut atteindre sans devoir repartir du début du niveau) et la dernière est un garage contenant le véhicule utilisé pour le prochain niveau. C'est en arrivant à la dernière étape que l'on débloque le prochain niveau et le prochain véhicule.

## Accueil
Earn to Die 2 est accueilli de manière mitigée par la presse spécialisée. Le jeu possède une moyenne agrégée de 63 sur Metacritic, concernant sa version iOS, et de 60 concernant sa version PC. Sa version iOS reçoit la note de 4/5 sur TouchArcade.